# Skövde
Skövdeⓘ [ˈɧœvˌde] ist eine Stadt in der schwedischen Provinz Västra Götalands län und der historischen Provinz Västergötland.

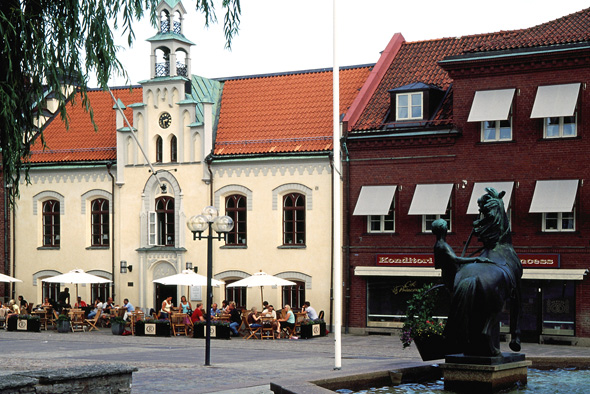
Altes Rathaus

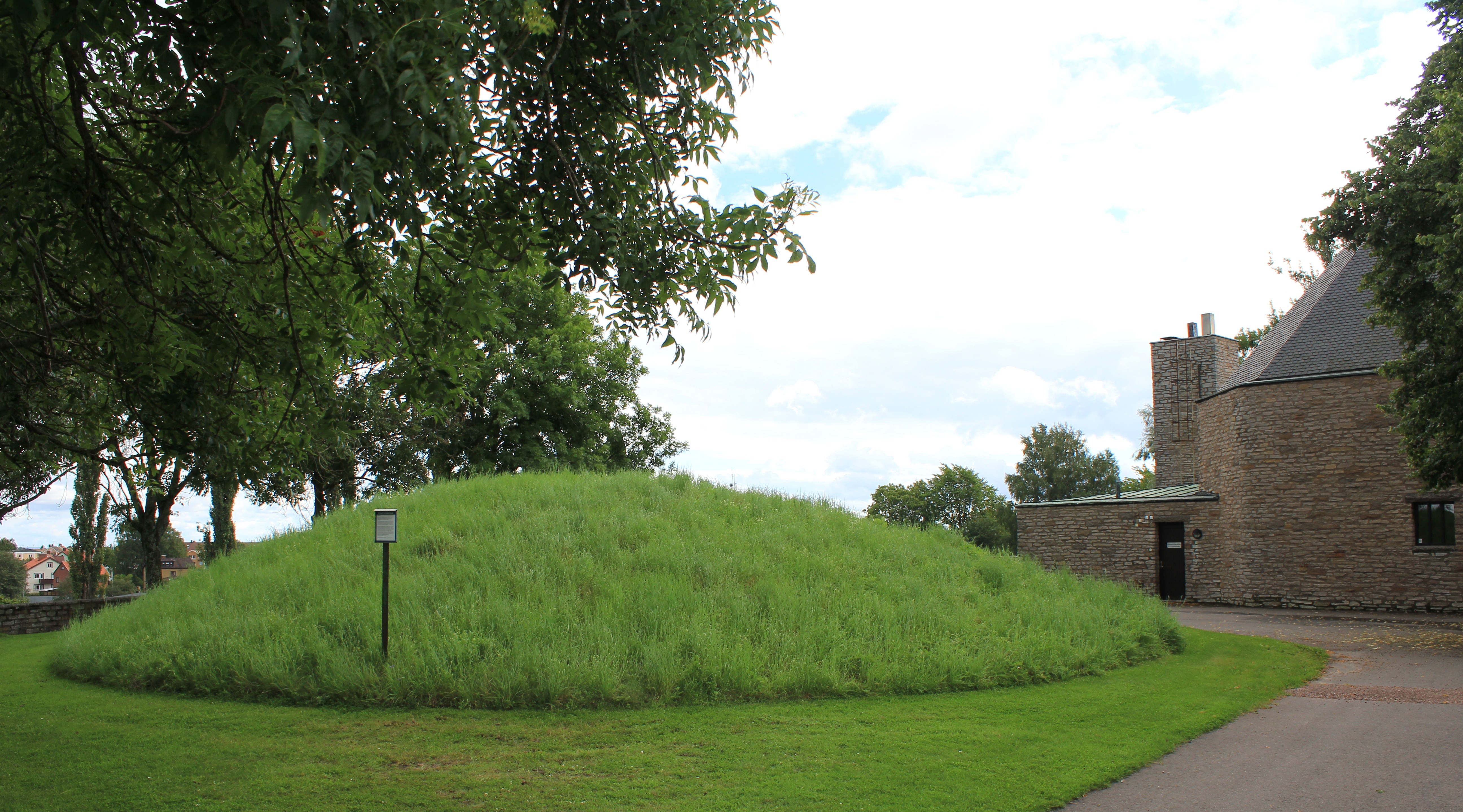
Skövde hög (Hügel) an der Sankta Birgitta kapell

Sie ist Hauptort der gleichnamigen Gemeinde und liegt 24 km östlich von Skara und 170 km nordöstlich von Göteborg im Zentrum der Region (und früheren Provinz) Skaraborg.

## Geschichte
Der Ursprung der Stadt lässt sich auf einen mittelalterlichen Wallfahrtsort zurückführen, doch hatte die Stadt bis in das 19. Jahrhundert nur eine geringe Bedeutung. Nach 1850 entwickelte sich Skövde aufgrund der Verlegung der Eisenbahnlinie Stockholm-Göteborg durch die Stadt zu einer der wichtigsten Städte Västergötlands. Skövde wurde zu einer bedeutenden Garnisonsstadt mit mehreren Regimentern, aber auch Industrieunternehmen wie z. B. Volvo und Rockwool siedelten Produktionsbetriebe in Skövde an. In den 1980er-Jahren wurde eine Hochschule in Skövde gegründet.

## Stadtbild
Bei einem Brand im Jahr 1759 wurde die mittelalterliche Stadt fast völlig zerstört; nur ein Holzgebäude, genannt Helénsstugan, wurde vom Feuer verschont. Danach wurde die Stadt nach einem regelmäßigen Stadtgrundriss wieder aufgebaut. Die heutigen Stadtviertel mit der ältesten Bebauung sind aus der zweiten Hälfte des 19. Jahrhunderts und spiegeln den wirtschaftlichen Aufschwung dieser Zeit wider.

## Wirtschaft und Infrastruktur
Skövde ist heute eine wichtige Industriestadt, Handelszentrum für die Region und ein Dienstleistungszentrum, vor allem aufgrund der Hochschule und des Landeskrankenhauses. Daneben beherbergt Skövde das Swedish Rescue Trainings Centre (SRTC). Auf dem über 125.000 m² großen Übungsgelände des ehemaligen Räddningsverket werden u. a. theoretische und praktische Ausbildung für Einsatzkräfte von Feuerwehr, Rettungsdienst und Militär aus ganz Europa angeboten. Ein großer Vorteil des Standortes ist, dass die Übungsanlagen mit festen Brennstoffen und nicht nur mit Gas befeuert werden können. Daher nutzen sehr viele Einsatzkräfte z. B. aus den Niederlanden die Anlage und auch immer mehr deutsche BOS-Einheiten interessieren sich für eine Ausbildung beim SRTC in Skövde.
Die Stadt ist der Sitz von Västtrafik, dem zweitgrößten Verkehrsverbund Schwedens.

## Verkehr

### Schiene
Skövde besitzt einen Bahnhof an der Västra stambana. 
Eine Eisenbahnverbindung von Skövde nach Karlsborg bestand seit dem 27. Juli 1876 mit der etwa 43 km langen Karlsborgbana. Die Elektrifizierung der eingleisigen Strecke erfolgte 1937. 
Der Personenverkehr wurde 1986 eingestellt und der Güterverkehr Ende der 1990er Jahre. Trafikverket plant, die Strecke (Bandel 541) zwischen Karlsborg und Skövde abzureißen.
Der Abschnitt Tibro–Karlsborg wurde 2010 offiziell stillgelegt und der Abschnitt Skövde–Tibro folgte Ende 2018. Seit 2010 ist die Strecke ohne Unterhalt und befindet sich in einem schlechten Zustand. Geplant ist, alle diesbezüglichen Grundstücke zu verkaufen. Teilweise können diese für Fußgänger- und Radwege sowie lokale Straßen genutzt werden. Der Rückbau der Anlagen soll 2022 beginnen und 2023 abgeschlossen sein.

### Luft
Der Flugplatz Skövde (IATA-Flughafencode: KVB) liegt etwa 10 km nordöstlich der Stadt. Derzeit gibt es keine Linienflüge, jedoch gibt es in Skövde einen aktiven Fliegerclub, einen Segelflugclub und mindestens einen Firmenjet.

## Sehenswürdigkeiten

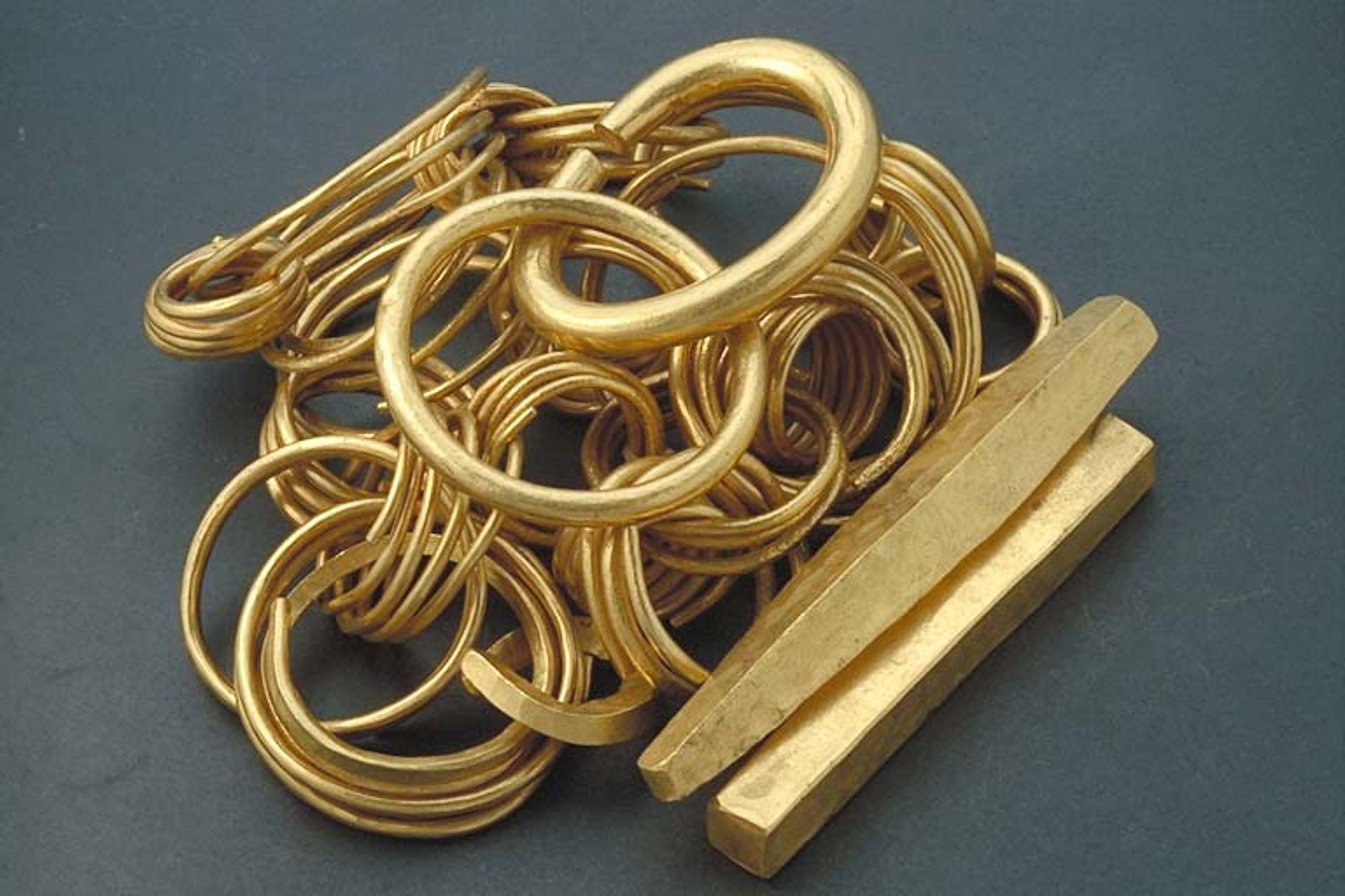
Timboholm-Schatz

Der Timboholm-Schatz wurde 1904 am Stadtrand von Skövde gefunden. Er wird in die Eisenzeit datiert und hat ein Gewicht von etwa 7,0 kg. Er besteht aus zwei Barren und 26 Spiralringen und ist der zweitgrößte Goldschatz, der in Skandinavien gefunden wurde. Nur der in Södermanland gefundene Tureholm-Schatz war größer, wurde aber verstreut.

## Sport
Skövde hat zwei Handballteams, die in der höchsten schwedischen Liga, der Elitserien, spielen. Sportvereine sind unter anderem:
- IFK Skövde HK (Handball)
- Skövde HF (Handball)
- Skövde AIK (Fußball)

Heimspielstätte der Handballvereine ist die Arena Skövde.

## Städtepartnerschaften
Partnerstädte von Skövde sind:
- Kuressaare, Estland[4], seit 23. Juni 1993

## Söhne und Töchter der Stadt
- Alfred Grenander (1863–1931), Architekt
- Carl August Kronlund (1865–1937), Curler
- Agnes de Frumerie (1869–1937), Bildhauerin
- Stig Bergström (* 1935), schwedisch-US-amerikanischer Paläontologe
- Nils Lundgren (* 1936), Politiker
- Tim Skold (* 1966), Musiker
- Anders Jonell (* 1973), Freestyle-Skier
- Stefan Adamsson (* 1978), Radrennfahrer
- Emanuel Berg (* 1981), Schachspieler
- Fredrik Larsson (1984–2020), Handballspieler
- Helena Jansson (* 1985), Orientierungsläuferin
- Johan Sjöstrand (* 1987), Handballspieler
- Johan Mårtensson (* 1989), Fußballspieler
- Mikael Ymer (* 1998), Tennisspieler
- Jack Thurin (* 1999), Handballspieler

## Garnison
In Skövde sind die Schule des Heeres (Markstridsskolan), das Panzerregiment (Skaraborgs regemente) 4 und das Logistikregiment (Trängregementet) 2 in Garnison. Die Stadt ist somit ein bedeutender Standort des (mittlerweile stark reduzierten) schwedischen Heeres.

## Belege
1. 1 2  Statistiska centralbyrån: Landareal per tätort, folkmängd och invånare per kvadratkilometer. Vart femte år 1960 - 2015 (Datenbankabfrage)
2. ↑  Webseite SRTC (Memento vom 7. März 2011 im Internet Archive)
3. ↑  Rivning av Karlsborgsbanan, bandel 541. In: trafikverket.se. Abgerufen am 8. August 2020 (schwedisch).
4. ↑  Website Kuressaare (estnisch)